# Sebastian Altekamp
Sebastian „Bosse“ Altekamp (* 22. Januar 1963 in Münster) ist ein deutscher Jazzmusiker (Piano, Komposition).

## Leben und Wirken
Altekamp spielte in der Jazzszene Münsters in den 1980er Jahren bei Cartoon Pro Ton, Vaya und 1986 auch in der Schlagerkombo Ein treuer Mann. Zwischen 1987 und 1992 studierte er am Konservatorium von Hilversum bei Henk Elkerbout und Rob Madna.
Er war anschließend als Jazzmusiker in den Niederlanden tätig, bevor er 1996 zurück nach Münster kam. Mit dem Saxophonisten Wolfgang Bleibel bildete er das kammermusikalische Jazz-Duo Songlines, das mehrere Alben veröffentlichte und 1999 mit dem Westfalen-Jazz-Preis ausgezeichnet wurde. Auch begleitete er Maria de Fatima, Deborah Brown, Adrienne West, Lis Harting, Silvia Droste und Romy Camerun. Er ist auch auf Alben von Carolyn Breuer/Fee Claassen, Martin Classen und Lydia van Dam zu hören.
Weiterhin ist Altekamp als Dozent für Jazzpiano am ArtEZ Conservatorium in Enschede bzw. an der Hochschule für Musik Detmold tätig.